# 森のその
森のその（もりのその）は 、ラジオ大阪で毎週土曜日午前6時45分から6時55分まで放送されていた10分番組である。出演はラジオディレクター上ノ薗公秀と放送作家のモリワキナオシ。

## 概要
- 「早朝娯楽番組」として2006年10月7日からスタート。
- 二人のトークは、ジャンルは違うが共にサブカルチャーに影響を受けたことから、森羅万象なんでも取り上げ喋るという志を持っている。
- 番組では二人のダラダラ感漂うトークを展開。二人の役割は上ノ薗が自らの申し出でボケを担当。フォローとして基本的な進行は森脇が行なっている。
- 番組冒頭で2人が自己紹介したあと、「この番組は、ラジオディレクターの上ノ薗公秀と放送作家の森脇が、森羅万象について語る早朝娯楽番組であります」というフレーズを森脇が読み、上ノ薗がトークを始めるのが、番組の定番となっている。
- 空き枠を利用して放送していたため、いつ番組が終了するか分からない綱渡り番組であったが、2008年12月27日、放送2年3カ月目での番組終了となった。
- 2011年から大阪・十三の劇場「シアターセブン」にて、「ウエノソノ＆モリワキのやってみんと」というタイトルのトークイベントを毎月１回開き、「森のその」としての活動を再開している。

## 番組の成り立ち
- 二人は元々1999年頃、ラジオ大阪の番組「ラジオよしもと むっちゃ元気!」で共に仕事をしていた間柄（すでにこの時期、森脇は番組の担当を外れていたが、上ノ薗はディレクターを務めていた。後に上ノ薗も担当を外れた）である。
- 昔、居酒屋で上ノ薗が、『俺がラジオをやったらオモロいんと違うか？』と森脇に「放送開始計画」を宣言。以後、森脇の承諾なしに上ノ薗が各方面に企画書を出した。構想・売り込みに7年を費やし、念願かなって元々二人が出会ったラジオ大阪の早朝枠で番組をスタートさせることになった。
- 第1回放送は10月7日。収録場所はラジオ大阪Cスタジオ。編集作業は上ノ薗が自ら行なっている。1回の放送時間はおよそ8分ほどだが、収録時間は30分以上に及んだ。
  - これは上ノ薗が、納得行くコメントが言えるまでに必要な時間という説がある。現に第1回放送の収録中、上ノ薗は「オレはイタリア人になりたいんや！」と発言し、編集中にふと我に返った上ノ薗は、そのコメントをオンエアに乗せずに、自らの規制でカットしている。ちなみに上ノ薗は、番組でそれ以上のコメントは未だ残していない。
- 当時、リスナーに配られたラジオ大阪の「タイムテーブル表」には、土曜日の早朝１０分枠にもかかわらず、「番組タイトル」と「出演者2人の名前」が、きちんと表記されていた。
  - これは上ノ薗が「せっかく番組をするんだから、タイムテーブルに名前を残さないと。名前が載れば数十年後、自分たちが死んでも放送局の歴史に名前が残る」という思いから、タイムテーブルを作る部署などに挨拶回りに行くなど、尽力した結果である（ちなみに放送局のホームページに載っているタイムテーブルには、スペースの関係で番組名のみ表記された）。
- 2人がラジオ大阪に集まれないときは、大阪市福島区にある上ノ薗邸（1Kの賃貸マンション）でも収録していた。
- 放送中、上ノ薗は痛風になったことがある。
- 一度、東京での収録を行なったこともある。場所は「東京ドーム前」と「浅草のホテル」で行われた。交通費、宿泊費は2人の自腹だった。

## プーデター
過去の放送で上ノ薗は、おならで革命を起こす、その名も『プーデター』という計画を図っていることを発表。番組以外でも上ノ薗直々に『プーデター計画』を聞かされ、あっけに取られたディスクジョッキーやパーナリティ、業界人は数が知れないという。

## ジマンジン
上ノ薗が、ジョン・レノンの名曲「イマジン」に合わせて、「♪ジマンジン、フフフン」と歌うギャグ。上ノ薗自身が、「自分の自慢は聞いてほしいが、人の自慢話が嫌い」という話から出てきた、アドリブの替え歌だが、本人が気に入ったのか、私生活においても、たまに使用している。この曲を口ずさむ彼を見て、あっけに取られたディスクジョッキーやパーナリティ、業界人は数が知れないという。

## これがホントの行進曲
酒の場で、酔った上ノ薗が即興で作った行進曲のタイトル。一時期、上ノ薗は「これがホントの・・・何々」というフレーズを気に入っており、その頃に完成した。酔った勢いで作ったために、正確な歌詞は不明である。森脇はこの歌に関して「これっ、これっ、これがホントの！というフレーズの繰り返し。曲調は坂田利夫師匠の名曲「アホの坂田」と酷似している」と語っている。

## 番組終了
- 「番組終了」を聞いた上ノ薗はラジオ大阪に対し一応の抗議したそうだが、その理由は「森脇が怒っている」というモノであったことを、森脇は最終回終了後に聞かされた。
- 上ノ薗曰く「「森のその」は2人のユニット名であり、放送活動は終了したのではなく、充電期間に過ぎない」と、「新・森のその」の活動拠点を模索。2011年から大阪・十三の劇場「シアターセブン」をホームグラウンドに、2人でフリートークイベントの活動を続けている。

## 今後の展開
- 現在、番組内や打ち上げ場所の居酒屋で盛り上がっているのは、体脂肪の高い二人がフルマラソンに挑戦する企画（すでに2006年11月に森脇はフルマラソン完走済み）と、上ノ薗の「気軽に飲んで、アホな話が出来る女友達」探し。
- その他、公開録音形式の『森のその秘密会』も検討中だが、相変わらず二人で盛り上がっているだけである。今後「森のその」がユニットとして何かするかは、すべては総合プロデュースも兼ねている上ノ薗の手腕次第である。
- 2011年から大阪・十三の劇場「シアターセブン」にて、「ウエノソノ＆モリワキのやってみんと」というタイトルのトークイベントを毎月１回開き、「森のその」としての活動を再開している。
- 2014年11月に森脇が死去したことを上ノ薗自身がTwitterでツイートした。